# Rafael Dembo
Rafael Dembo (ur. 14 lutego 1926 w Korczy, zm. 14 czerwca 1996) – albański malarz socrealistyczny.

## Życiorys
W latach 1943–1944 był zaangażowany w ruch antyfaszystowski. Po wojnie pracował w Domu Kultury w Korczy.
W 1957 roku ukończył studia malarskie w Instytucie Malarstwa, Rzeźby i Architektury im. Ilii Riepina w Leningradzie. Po powrocie do Albanii pracował jako nauczyciel malarstwa w liceum artystycznym w Korczy.

## Wybrane obrazy[1]
- Fusha e Korçës (1965)
- Ndërtuesit (1969)
- Shkojmë në punë (1969)
- Dimër (1985)
- Ne fushë (1985)
- Rrugë në Voskopojë (1985)

## Nagrody
Został odznaczony Orderem Naima Frashëriego III klasy oraz w roku 1992 otrzymał tytuł Zasłużonego Malarza (alb. Piktor i Merituar).